# Diocesi di Hpa-an
La diocesi di Hpa-an (in latino Dioecesis Hpaanensis) è una sede della Chiesa cattolica in Birmania suffraganea dell'arcidiocesi di Yangon. Nel 2023 contava 10.520 battezzati su 1.315.440 abitanti. È retta dal vescovo Justin Saw Min Thide.

## Territorio
La diocesi comprende quasi l'intero stato Karen e metà dello stato Mon, nella parte sud-orientale della Birmania.
Sede vescovile è la città di Hpa-an, dove si trova la cattedrale di San Francesco Saverio.
Il territorio è suddiviso in 14 parrocchie.

## Storia
La diocesi è stata eretta il 24 gennaio 2009 con la bolla Missionalem navitatem di papa Benedetto XVI, ricavandone il territorio dall'arcidiocesi di Yangon.

## Cronotassi dei vescovi
Si omettono i periodi di sede vacante non superiori ai 2 anni o non storicamente accertati.
- Justin Saw Min Thide, dal 24 gennaio 2009

## Statistiche
La diocesi nel 2023 su una popolazione di 1.315.440 persone contava 10.520 battezzati, corrispondenti allo 0,8% del totale.
| anno | popolazione | popolazione | popolazione | presbiteri | presbiteri | presbiteri | presbiteri                | diaconi | religiosi | religiosi | parrocchie |
| anno | battezzati  | totale      | %           | numero     | secolari   | regolari   | battezzati per presbitero | diaconi | uomini    | donne     | parrocchie |
| ---- | ----------- | ----------- | ----------- | ---------- | ---------- | ---------- | ------------------------- | ------- | --------- | --------- | ---------- |
| 2009 | 10.781      | 1.164.000   | 0,9         | 18         | 15         | 3          | 599                       |         | ?         | 31        | 12         |
| 2012 | 8.771       | 1.196.000   | 0,7         | 22         | 22         |            | 398                       |         | 3         | 29        | 12         |
| 2013 | 9.106       | 1.208.000   | 0,8         | 24         | 24         |            | 379                       |         | 4         | 34        | 12         |
| 2016 | 12.121      | 1.239.269   | 1,0         | 25         | 25         |            | 484                       |         | 8         | 32        | 13         |
| 2019 | 12.440      | 1.272.600   | 1,0         | 24         | 24         |            | 518                       |         | 5         | 38        | 13         |
| 2021 | 12.660      | 1.295.000   | 1,0         | 25         | 25         |            | 506                       |         |           | 38        | 14         |
| 2023 | 10.520      | 1.315.440   | 0,8         | 24         | 24         |            | 438                       |         | 5         | 43        | 14         |